# Relaciones China-El Salvador
Las relaciones China-El Salvador son las relaciones bilaterales entre ambos países.

## Historia
El Salvador mantuvo relaciones diplomáticas con la República de China, en la Isla de Formosa, a partir de 1933.  En 2010, por ejemplo, el entonces presidente Funes declaró: "No tenemos relaciones diplomáticas con China, nuestra relaciones diplomáticas son con Taiwán."

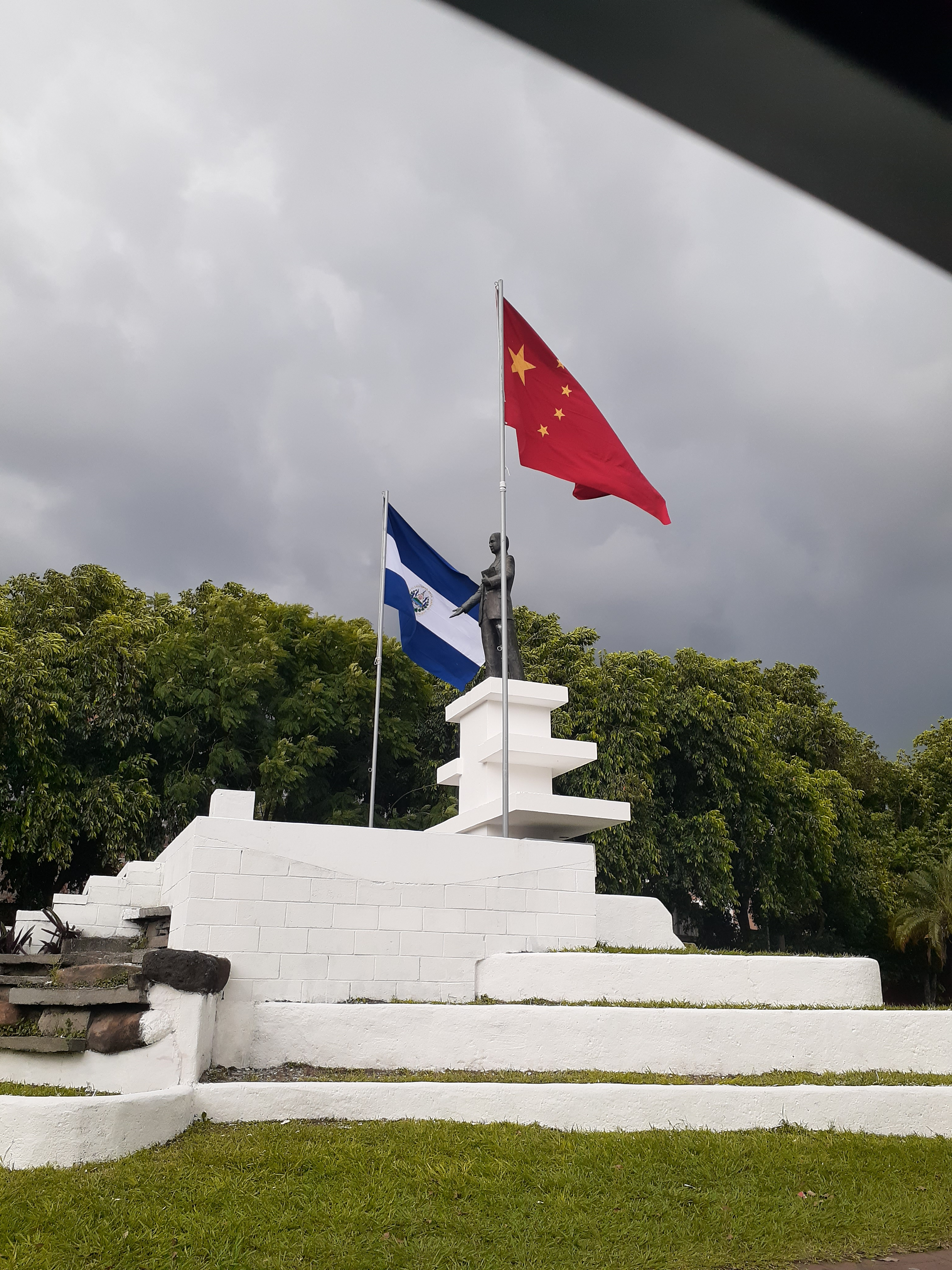
Estatua de Sun Yat-sen, flanqueada por las banderas de El Salvador y de la RPCh en la plaza China, San Salvador

Empero, lazos diplomáticos entre la República Popular China y El Salvador se establecieron por primera vez el 21 de agosto de 2018. China El Consejero de Estado y Ministro de Relaciones Exteriores Wang Yi sostuvo conversaciones con el ministro de Relaciones Exteriores de El Salvador Carlos Castaneda y firmó un comunicado conjunto sobre el establecimiento de relaciones diplomáticas, decidiendo reconocerse mutuamente y establecer relaciones diplomáticas a nivel de embajadores a partir de la fecha de la firma del comunicado.
En 2019, El Salvador se comprometió con la idea de "una China", rechazando «cualquier independencia» de Formosa.  El precio fue un estadio, una biblioteca, y dos plantas de procesamiento de agua.  El presidente Bukele afirmó que dichas obras no serían reembolsables a China.

## Comercio
China exportó US$1.500 millones en bienes a El Salvador e importó US$105 millones en 2019. Los principales productos básicos exportados por China a El Salvador son maquinaria, textiles, plástico y caucho, y varios artículos diversos. Mientras que los principales productos básicos que El Salvador exporta a China son condensadores eléctricos, azúcar sin refinar y café. Entre 1995 y 2019, las exportaciones de El Salvador a China han aumentado a una tasa anualizada de 14,7%, mientras que las exportaciones de China a El Salvador han aumentado a una tasa anualizada de 16,6%.

## Ayuda exterior
La pandemia de COVID-19 en El Salvador vio aumentar la diplomacia de vacunas entre China y El Salvador. El Salvador recibió de China 150,000 dosis de la vacuna CoronaVac donada por China, además de 2 millones de Sinovac vacunas que la nación centroamericana había comprado.